# Шаменка
Шаменка — пересыхающая река в России, течёт по территории Благовещенского и Нуримановского районов Республики Башкортостан. Начинается на границе Благовещенского и Нуримановского районов, юго-восточнее урочища Давыдовка. Теряется в 0,5 км северо-восточнее озера Долгое на правом берегу реки Уфа. Длина Шаменки составляет 13 км.

## Данные водного реестра
По данным государственного водного реестра России относится к Камскому бассейновому округу, водохозяйственный участок реки — Уфа от Павловского гидроузла до водомерного поста посёлка городского типа Шакша, речной подбассейн реки — Белая. Речной бассейн реки — Кама.
Код объекта в государственном водном реестре — 10010201212111100023872.